# Sausseron
Der Sausseron ist ein Fluss in Frankreich, der in den Regionen Hauts-de-France und Île-de-France verläuft. Er entspringt im Gemeindegebiet von Hénonville, entwässert generell in südöstlicher Richtung durch den Regionalen Naturpark Vexin français und mündet nach rund 24 Kilometern an der Gemeindegrenze von Valmondois und Parmain als rechter Nebenfluss in die Oise. 
Auf seinem Weg durchquert der Sausseron die Départements Oise und Val-d’Oise.

## Orte am Fluss
(Reihenfolge in Fließrichtung)
- Berville
- Arronville
- Vallangoujard
- Nesles-la-Vallée
- Valmondois

## Sehenswürdigkeiten
Die 1884 entdeckte jungsteinzeitliche Allée couverte de la côte du Libéra liegt in Arronville am östlichen Ufer des Sausseron.